# Centre de Recerca i Difusió de la Imatge
El Centre de Recerca i Difusió de la Imatge (CRDI) de la ciutat de Girona, és l'arxiu que té com a objectiu conèixer, protegir, fomentar, difondre i divulgar a la ciutadania el patrimoni documental en imatges de la ciutat de Girona. El CRDI es creà el 9 de setembre de 1997, la seva titularitat correspon a l'Ajuntament de Girona.

## Història

### Precedents
Des del segle xii l'Ajuntament de Girona ha anat recollint tota mena de documents relacionats amb el municipi. La gran quantitat de documentació audiovisual recollida motivà la creació, el 14 de gener de 1982, de l'Arxiu d'Imatges de l'Ajuntament de Girona (AIAG). L'AIAG a la vegada que depenia de l'Arxiu Municipal i del Museu d'Història de la Ciutat, permetia gestionar, conservar i difondre més específicament la documentació fotogràfica i cinematogràfica relativa a Girona.
A partir de 1990 s'intensificà la política de difusió del patrimoni audiovisual per part de l'Ajuntament a través d'activitats, jornades, publicacions de manuals i articles. alhora que augmenta considerablement el fons. Per aquest motiu el 9 de setembre de 1997 es crea el Centre de Recerca i Difusió de la Imatge que compta amb una política de conservació i amb la infraestructura necessària per garantir el manteniment del patrimoni audiovisual.
El Centre ha anat creixent quant a fons, investigacions i col·laboracions amb altres entitats (com per exemple la Televisió de Girona per a la coproducció de programes). En reconeixement de la qualitat i la innovació del centre en la gestió de col·leccions fotogràfiques, l'any 2009 l'Associació Espanyola de Documentació i Informació (SEDIC) atorga, en la seva IV Edició, el Premi Nacional al Centre de Recerca i Difusió de la Imatge.

## Edifici
La seu del Centre és al nucli antic de la ciutat de Girona, en la primera planta de l'antic convent dels frares Caputxins (segle xviii). Actualment l'edifici es coneix com a Institut Vell, ja que amb la desamortització de 1835, es va rehabilitar amb l'objectiu de convertir-se en un centre d'ensenyament secundari. L'edifici també allotja el Museu d'Història, l'Arxiu Històric Municipal i l'Escola Municipal d'Art.
Per tal de garantir les millors condicions per la conservació del material, el fet que l'edifici estigui situat en un nucli antic i el que això comporta (carrers estrets, humits, temperatures extremes, i finestres baixes amb poca entrada de llum) ha jugat a favor quant a il·luminació però ha obligat a fer tot un seguit de reformes per controlar la temperatura adient als materials audiovisuals.

## Fons
Les dades publicades l'any 2009 indiquen que el centre posseeix 3.837.566 documents en imatges, un fons que va creixent contínuament. La procedència d'aquestes imatges és, per una banda, de l'Ajuntament de Girona i per l'altra, fruit de la política activa de captació d'arxius, col·leccions privades, donacions (destaca d'aquests últims el fons Antoni Varés Martinell i el fons de la galeria Fotografia Unal). La cronologia que abasten els documents va des de 1864 fins a l'actualitat. Tot i que el seu àmbit geogràfic és la ciutat de Girona i les seves comarques, la temàtica és molt variada.
Gran part dels fons que custodia són fruit dels convenis de col·laboració amb els mitjans de comunicació de referència a la ciutat de Girona. En aquest sentit el CRDI compta entre els seus fons amb l'arxiu audiovisual de la Televisió de Girona o l'arxiu sonor de Ràdio Girona.
S'ha establert una tipologia segons les funcions realitzades pels seus productors. Dins el fons fotogràfic trobem; fotografia artística, comercial, d'afeccionat, d'encàrrec, de premsa i institucional. Per altra banda el Centre també conté cinematografia de premsa, institucional, de ficció i documental. Sense oblidar les col·leccions particulars.

## Instruments de descripció
El CRDI té les portes obertes a tothom que estigui interessat en el material audiovisual que alberga el centre. L'accés al material és gratuït, tant per via web com presencialment, i s'hi pot accedir a través de diferents instruments de descripció.
- Catàleg d'Imatges Digitalitzades: Inclou el fons i la col·lecció de l'Ajuntament de Girona, el fons Josep Jou i Josep Bronsoms.
- Inventari temàtic: Inventari que permet localitzar els documents segons la seva temàtica.
- Registre Informatitzat d'ingrés de fotografies: A través del registre es pot accedir al Fons Moisès Tibau, Josep Granés i a les col·leccions Jordi Gibert i Josep Vila.
- Catàlegs informatitzat específics dels fons: Inclou fons Joan Masó, Joaquim Curbet i el fons Foto Sans.
- Índex fons Fotografia Unal: L'índex el trobem tant manualment com informatitzat.

## Serveis
Un dels objectiu del Centre de Recerca i Difusió de la Imatge és donar a conèixer el patrimoni fotogràfic i audiovisual de la ciutat de Girona a la ciutadania. Des del 1990 l'organització biennal de les Jornades Imatge i Recerca és un dels punts forts de l'oferta divulgativa del centre. Les Jornades són organitzades juntament amb l'Associació d'Arxivers de Catalunya, i reben el suport del Departament de Cultura de la Generalitat de Catalunya i d'importants associacions de l'àmbit dels arxius i dels estudis fotogràfics tant a nivell local, estatal e internacional. Les jornades, que tenen lloc al CRDI durant un parell de dies, inclouen dins el seu programa d'activitats; ponències, presentacions, tallers, taules rodones.. A part, el Centre ofereix diversos serveis:
- Assessorament: Ofereix, tant a entitats com a particulars, assessorament en l'organització i gestió de fons d'imatges, en la conservació dels materials audiovisuals i la custòdia temporals d'aquests gràcies als dipòsits climatitzats del centre.
- Biblioteca: Servei de biblioteca especialitzada en fotografia.
- Servei de consulta: Es poden fer consultes presencials i via web sobre els fons i les col·leccions del centre.
- Reproducció: El CRDI ofereix la possibilitat de reproduir fotografies i pel·lícules en diferents mitjans i formats.
- Visites guiades: Qualsevol escola, grup o públic especialitzat pot concertat una visita guiada pel centre.

A més a més, el CRDI organitza exposicions i publicacions de fotografies, cursos i tallers de formació per a qualsevol tipus de públic, i projeccions cinematogràfiques. És destacable la participació del CRDI en projectes europeus de recerca, tal és el cas del projecte Training for Audiovisual Preservation in Europe (TAPE), entre el 2005 i el 2007, amb l'objectiu de donar pautes pel tractament de preservació i digitalització dels fons audiovisuals.